# بيلي كيلي (ملاكم)
بيلي كيلي (بالإنجليزية: Billy Kelly)‏ مواليد 21 أبريل 1932 في ديري - الوفاة 7 مايو 2010 في ديري، كان ملاكم محترف أيرلندي صنّف ضمن فئة وزن الريشة.

## إحصائيات
خاض خلال مسيرته 84 نزالا، فاز في 56 وتعادل في 4 وخسر في 24. فاز بالضربة القاضية في 15 نزالا.

## روابط خارجية
- بيلي كيلي على موقع بوكس ريك (الإنجليزية) (registration required)